# Noh Jin-kyu
Noh Jin-kyu, 노진규 in hangŭl, 盧珍圭 in hanja (20 luglio 1992 – 3 aprile 2016), è stato un pattinatore di short track sudcoreano.

## Carriera
Noh ha vinto i Campionati del Mondo Junior 2010, e grazie a ciò è riuscito ad entrare in prima squadra e a partecipare così alla stagione 2010-2011, nonostante la sua bassa esperienza. 
Alla sua prima stagione da Senior , ha dominato ai Mondiali del 2011, vincendo l'oro in tutte le distanze tranne nei 500 m , dove non si è qualificata per i quarti di finale. Una settimana dopo, ha partecipato ai Mondiali a squadre, aiutando la Corea nella vittoria. Inoltre, ha stabilito un nuovo record del Mondo nella distanza dei 3000m, con un tempo di 4:31.891. È inoltre il detentore del record del mondo nei 1500m, con 2:09.041. Nel 2013, durante i trials coreani, si è qualificato come primo, vincendo i 1500m e 1000m assicurandosi un posto in squadra per le olimpiadi di Soči 2014, a cui tuttavia non ha partecipato per un infortunio ad un gomito.
Nel 2015 gli è stato diagnosticato un tumore maligno alla spalla, a seguito del quale è deceduto nell'aprile 2016 all'età di 23 anni.

## Palmarès

### Mondiali
- 9 medaglie:
  - 5 ori (classifica generale, 1000 m, 1500 m, 3000 m a Sheffield 2011; 1500 m a Shanghai 2012)
  - 3 argenti (classifica generale, 1000 m e 3000 m a Shanghai 2012)
  - 1 bronzo (staffetta 5000 m a Shanghai 2012)

### Mondiali a squadre
- 1 medaglia:
  - 1 oro (Varsavia 2011)

### Universiadi
- 2 medaglie:
  - 2 ori (1000 m e 1500 m a Trentino 2013)

### Giochi asiatici
- 2 medaglie:
  - 2 ori (1500 m e staffetta 5000 m a Astana-Almaty 2011)

### Coppa del Mondo
- Vincitore della Coppa del Mondo dei 1500 m nel 2012 e nel 2013.
- Miglior piazzamento nella Coppa del Mondo dei 1000 m: 2º nel 2011 e nel 2012.
- 38 podi (25 individuali, 13 a squadre):
  - 24 vittorie (17 individuali, 7 a squadre);
  - 5 secondi posti (3 individuali, 2 a squadre);
  - 9 terzi posti (5 individuali, 4 a squadre).